# عبد الجبار رحيمة
عبد الجبار رحيمة (مواليد 1 يوليو 1954) هو لاعب حواجز عراقي. شارك في سباق 110 متر حواجز رجال في دورة الألعاب الأولمبية الصيفية 1980.